# مونيكا باربارو
مونيكا باربارو (بالإنجليزية: Monica Barbaro) (ولدت في 17 يونيو 1990) ممثلة أمريكية. بدأت حياتها المهنية بأدوار صغيرة في السينما والتلفزيون في العقد الأول من القرن الحادي والعشرين، قبل أول دور رئيسي لها في الموسم الثاني من انريل، تلا ذلك أدوار تلفزيونية أخرى. كان ظهورها الأول في فيلم روائي طويل في الفيلم المستقل الكاتدرائية عام 2021.
جاءت انطلاقة مونيكا بدور مساعد في فيلم الأكشن توب غان: مافريك عام 2022، والذي أعقبته بأدوار البطولة في المسلسل فوبار على نتفليكس ودور جوان بيز في فيلم السيرة الذاتية "غير معروف تماماً" عام 2024.

## الحياة المبكرة
ولدت مونيكا باربارو في 17 يونيو 1990، في سان فرانسيسكو. نشأت في مل فالي، حيث تخرجت من مدرسة تامالبايس الثانوية في عام 2007. انفصل والداها عندما كانت طفلة. جدة باربارو مكسيكية. بدأت باربارو الرقص في سن مبكرة وواصلت دراسة الباليه. أثناء أخذ مقررات اختيارية في التمثيل، أكملت درجة في الرقص في كلية تيش للفنون بجامعة نيويورك في مدينة نيويورك. بعد تخرجها في عام 2010، قررت متابعة التمثيل وعادت إلى سان فرانسيسكو. هناك، حجزت إعلانًا تجاريًا وفيلمًا قصيرًا واتصلت بوكيل، وحضرت مدرسة التمثيل في بيفرلي هيلز بلاي هاوس.

## الأعمال

### أفلام
- توب غان: مافريك (2022)

### مسلسلات
- هاواي فايف أو (2016)
- شيكاغو بي دي (2016–2017)
- السلاح القاتل (2017)

### العاب فيديو
- فورسبوكين (2023)